# Culture des vases à entonnoir
Objets typiques
pot de Bronocice,  vase de Skarpsalling ; haches de pierre
La culture des vases à entonnoir ou encore culture des gobelets à entonnoir (de l'allemand Trichterbecherkultur, souvent abrégé en TRB) est une culture de l'Europe du Néolithique se développant approximativement de −4 200 à −2 800 ans. 
La désignation fut proposée en 1910 par le philologue et archéologue allemand Gustaf Kossinna d'après l'aspect caractéristique des céramiques présentant une partie inférieure en forme d'entonnoir.
À la fin du IVe millénaire avant notre ère, la culture des amphores globulaires (KAK) a remplacé la plupart des groupes de la culture des gobelets à entonnoir (TRB) de l'est et, par la suite, également du sud, réduisant ainsi la zone de la TRB au nord de l'Allemagne et dans le Sud de la Scandinavie. La TRB dans ces régions a été remplacée par la culture des tombes individuelles (EGK) vers 2800 avant notre ère. Les mégalithes du centre-nord de l’Europe ont été construits principalement à l'époque de la TRB.

## Situation

### Cultures précédentes et successives
La culture des vases à entonnoir est précédée par la culture d'Ertebølle, nommée ainsi d'après un village du Danemark. La culture qui lui succède est la culture de la céramique cordée. La culture des amphores globulaires est en partie synchrone.

### Étendue

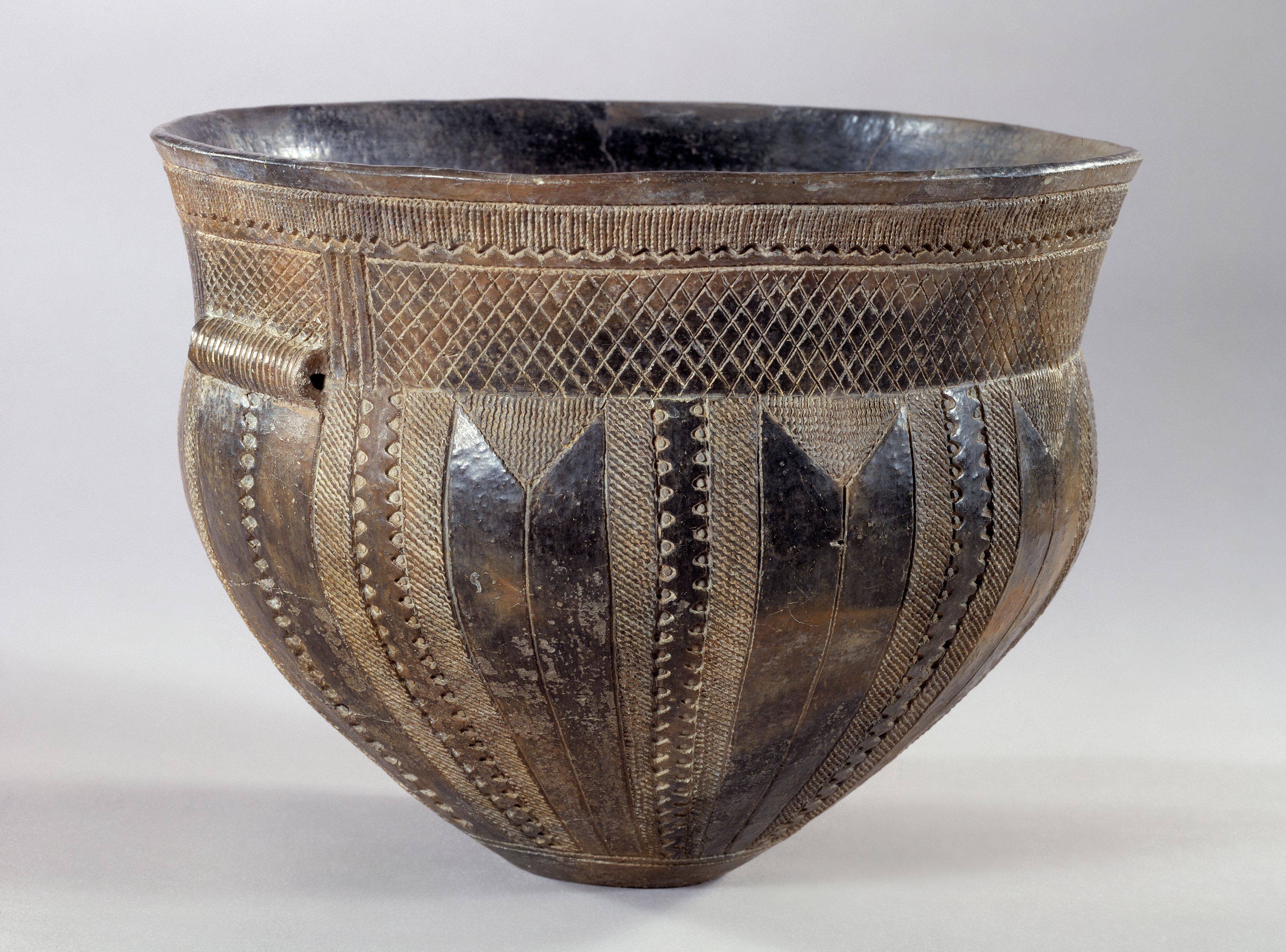
Vase de Skarpsalling, Danemark, 3200 avant notre ère

La « TRB » s'étend du bassin de l'Elbe en Allemagne et en Bohême, avec une extension septentrionale et occidentale aux Pays-Bas, jusqu'à la Scandinavie (au Danemark jusqu'à l'Uppland en Suède, et jusqu'à la baie d'Oslofjord en Norvège) et une extension orientale jusqu'à environ deux cents kilomètres à l'est de la Vistule.
Des variantes de la culture des vases à entonnoir dans ou près de la région du bassin de l'Elbe incluent la culture de Tiefstich au Nord de l'Allemagne, ainsi que les cultures de Baalberge (TRB-MES II et III; MES = Mittelelbe-Saale), les cultures de Walternienburg-Salzmünde et de Bernburg (toutes TRB-MES IV) dont les centres se situaient en  Saxe-Anhalt.

## Introduction de l'agriculture
Le long des côtes de la Baltique occidentale du nord de l'Allemagne, du Danemark et du sud de la Suède, les premiers indices d'animaux domestiqués et de plantes cultivées apparaissent vers 4 000 cal av. J.-C associés à l'émergence de la culture des vases à entonnoir (TRB). Contrairement à d'autres régions d'Europe, l'exploitation du gibier terrestre sauvage et la pêche continuent d'être économiquement importantes.
L'utilisation variable de la poterie sur les sites côtiers de la TRB englobant à la fois les ressources aquatiques, laitières et autres ressources terrestres pourrait bien être une conséquence de l'interaction des agriculteurs et des populations de chasseurs-cueilleurs.

## Villages

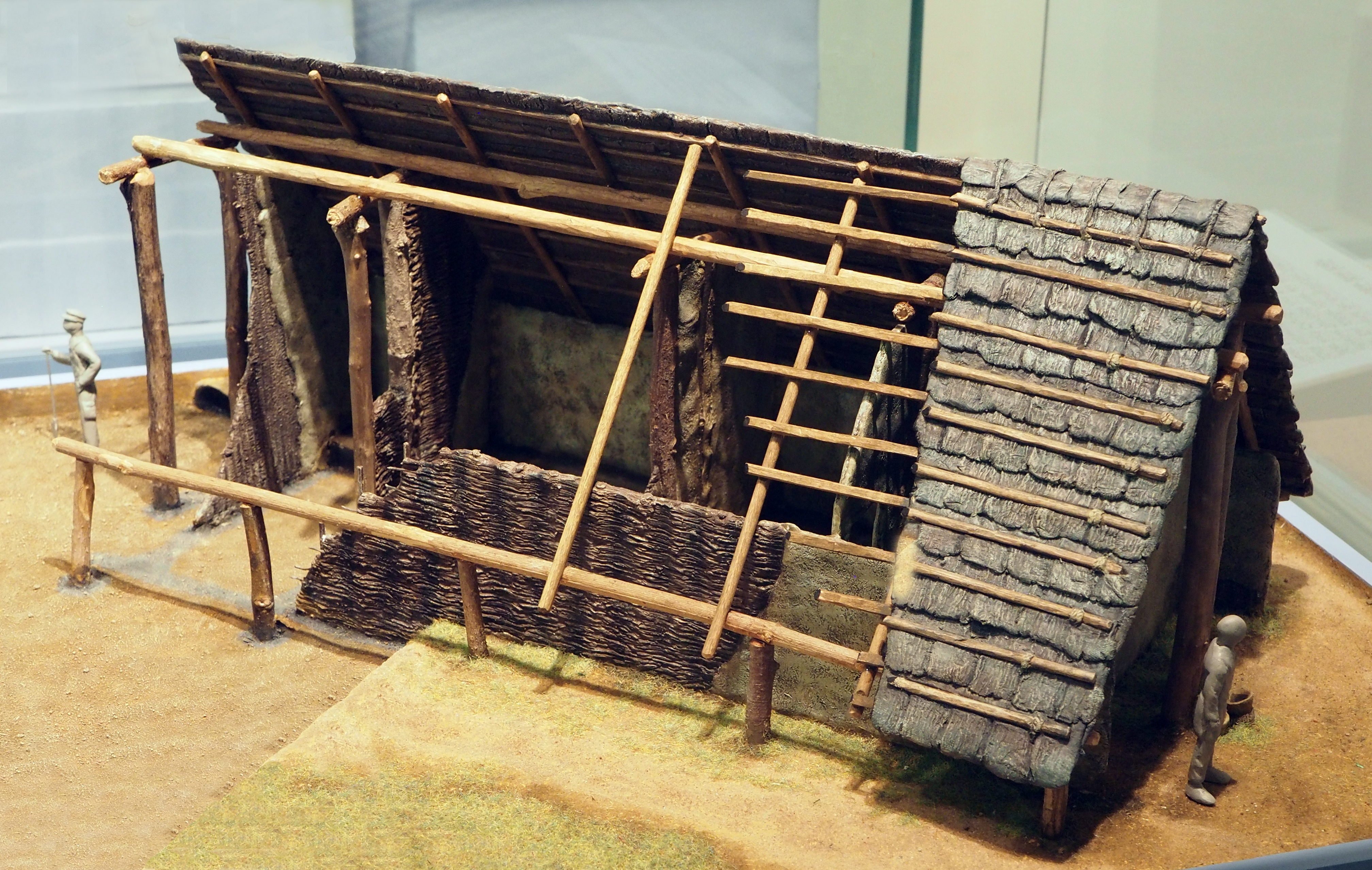
Modèle de maison de la culture des vases à entonnoir, Allemagne. Bomann-Museum, Celle

À l'exception de quelques villages à l'intérieur des terres tels que le village d'Alvastra, les villages sont situés près de ceux de la précédente culture d'Ertebølle, à proximité des côtes. L'habitat se caractérisait par des maisons en torchis pour une famille qui mesuraient 12 × 6 m. 
La subsistance était assurée par l'élevage de moutons, de bovins, de cochons et de chèvres, mais il n'y avait pas de chasse ni de pêche. Le blé primitif et l'orge étaient cultivés sur des lopins dont les sols s'épuisaient vite : la population déménageait donc fréquemment sur de courtes distances. 
L'exploitation minière (par exemple dans la région de Malmö) et la collecte de silex étaient également pratiquées. Ce dernier était commercialisé vers des régions qui en manquaient, comme l'arrière-pays scandinave. La culture des vases à entonnoir importait du cuivre d'Europe centrale, spécialement sous forme de dagues et de haches.

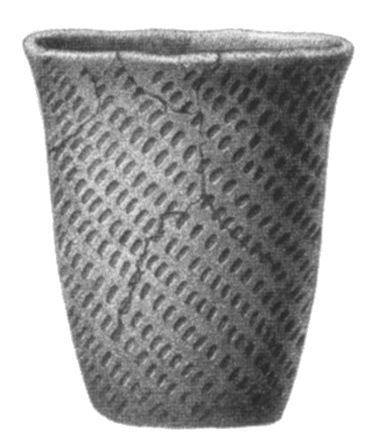
Poterie en provenance d'un dolmen du Västergötland, en Suède.

## Religion et tombes

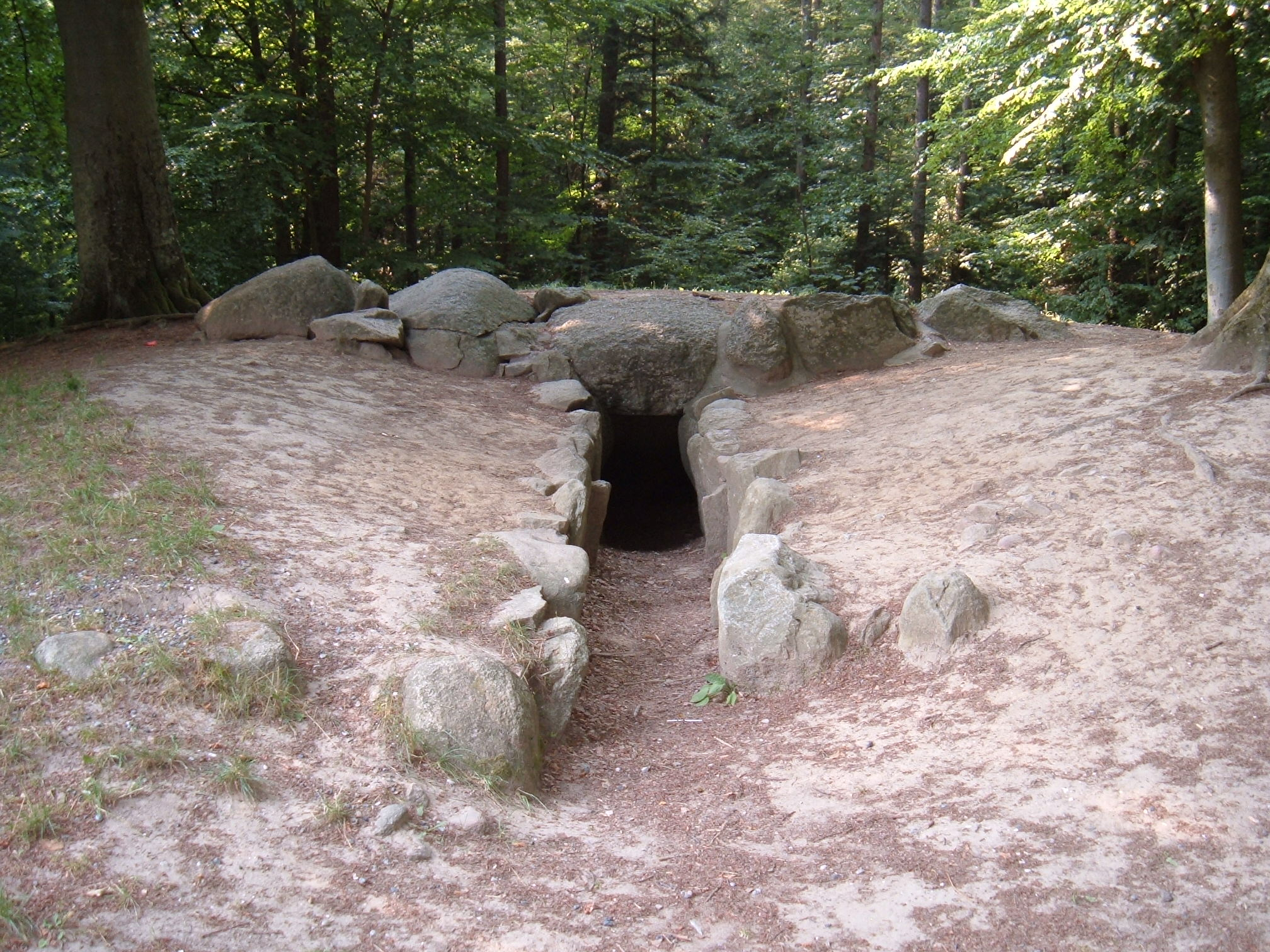
Tombe à couloir à Hulehøj sur l'île de Bogø

Les maisons étaient centrées autour d'une tombe monumentale, symbole de cohésion sociale. Les pratiques funéraires variaient selon la région et changeaient à travers le temps. L'inhumation semble avoir été de règle. Les plus anciennes tombes consistaient en des sépultures comprenant un cairn en bois dans de long tumulus, mais furent constituées plus tard de tombes à couloir et de dolmens. À l'origine, on recouvrait les structures d'un amas de terre et on fermait l'entrée avec une pierre. La culture des vases à entonnoir marque l'apparition de tombes mégalithiques sur les côtes de la Baltique et la mer du Nord, dont un exemple sont les Sieben Steinhäuser au Nord de l'Allemagne. Les structures mégalithiques d'Irlande, de France et du Portugal sont un peu plus anciennes et ont été associées aux cultures antérieures de ces régions.

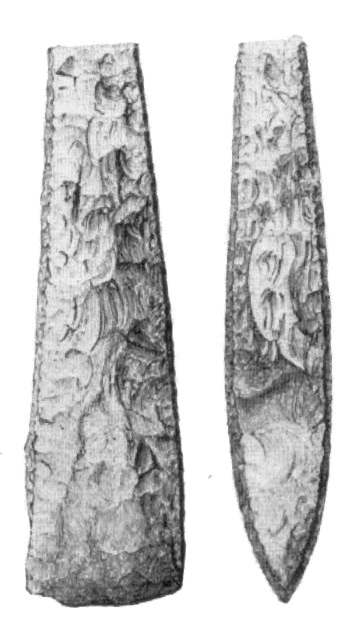
Hache en silex de Närke, caractéristique à la fois de la culture des vases à entonnoir et de celle de la céramique perforée.

Les tombes n'étaient probablement pas destinées à tous les membres du village mais seulement à une élite. Dans les tombes, on sacrifiait de la vaisselle en céramique qui contenait probablement de la nourriture, des haches et autres objets de silex. Les haches et la vaisselle étaient déposées dans des ruisseaux et des lacs, près des terres cultivées ; presque toutes les 10 000 haches de silex de cette culture découvertes en Suède étaient probablement sacrifiées dans l'eau.
On construisait aussi de larges centres cultuels entourés de palissades, de fortifications en terre et de douves. Le plus important se trouve à Sarup sur l'île de Fionie, au Danemark, qui s'étend sur 85 000 m2 et dont on estime la durée de construction à 8 000 jours (environ 22 ans). Une autre centre cultuel se situe à Stävie près de Lund et s'étend sur 30 000 m2.

## Objets
La culture des vases à entonnoir doit son nom à des céramiques caractéristiques, des vases et amphores avec une partie supérieure en forme d'entonnoir, qui étaient probablement utilisés pour boire. Une découverte attribuée à cette culture est le pot de Bronocice qui montre la plus vieille représentation d'un véhicule à roues (ici, un chariot à deux essieux et quatre roues). Le pot remonte à 3 500 av. J.-C. approximativement. Quant au vase de Skarpsalling, il est daté des environs de 3200 av. J.-Chr.

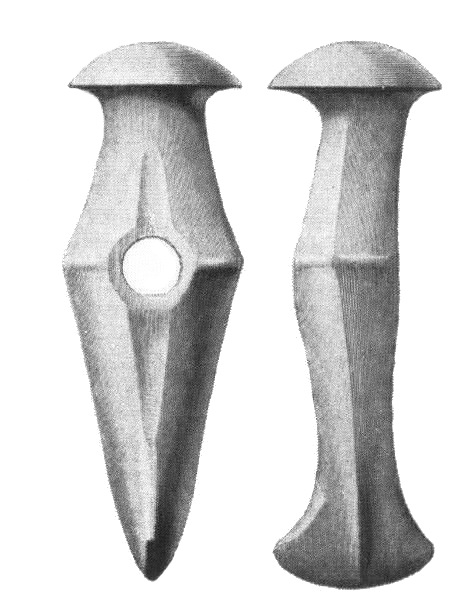
Hache de guerre polygonale, en provenance de Dalarna

La technologie était basée sur l'utilisation du silex, comme l'indiquent d'importants dépôts découverts en Belgique, sur l'île de Rügen ainsi que dans la région de Cracovie (Pologne).
Les porteurs de cette culture utilisaient des haches de guerre qui étaient les versions en pierre des haches de cuivre de l'Europe centrale. Les versions primitives étaient multi-angulaires et les plus récentes sont dites « à double tranchant », bien que l'un des tranchants soit plus arrondi.

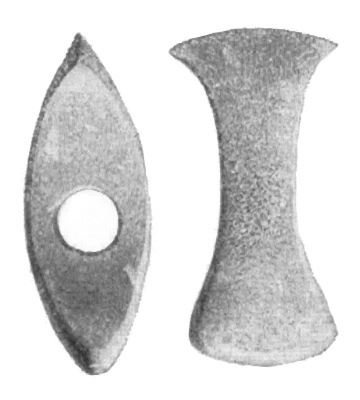
Hache à double tranchant de Scanie.

## Génétique des populations
Dans le contexte classique de l'hypothèse kourgane, on considère la culture des vases à entonnoir comme non indo-européenne, représentant la culture que Marija Gimbutas appelait « Ancienne Europe ». Les études génétiques vont dans ce sens montrant que les populations de la culture des vases à entonnoir représentent un mélange de chasseurs-cueilleurs mésolithiques et d’agriculteurs néolithiques, les populations néolithiques danubiennes constituant le fond génétique commun à toutes les populations du centre-nord et du centre-est de l'Europe à cette époque.
Elles montrent également que ces populations similaires génétiquement aux fermiers néolithiques du centre de l'Europe, possédaient davantage de lignages maternels issus des populations Mésolithiques (haplogroupe U). Les résultats suggèrent un accroissement de l'ascendance chasseur-cueilleur durant le Néolithique dans certaines régions. Le groupe allemand de Baalberge (4000–3500 avant notre ère) montre une augmentation marquée de cette ascendance chasseur-cueilleur, ainsi que des individus du groupe Blätterhöhle.

### Transition vers d'autres cultures archéologiques
Au début des années 1990, des publications hollandaises mentionnent des sépultures mixtes et proposent un changement interne rapide et souple vers la culture de la céramique cordée en l'espace de deux générations qui prit place vers 2 900 av. J.-C. dans les territoires hollandais et danois de la TRB, probablement précédés par des changements économiques, culturels et religieux en Allemagne orientale (culture de Baalberge), et proclament l'hypothèse d'envahisseurs introduisant les langues indo-européennes désuète (du moins en cette partie du monde). 

#### En Scandinavie

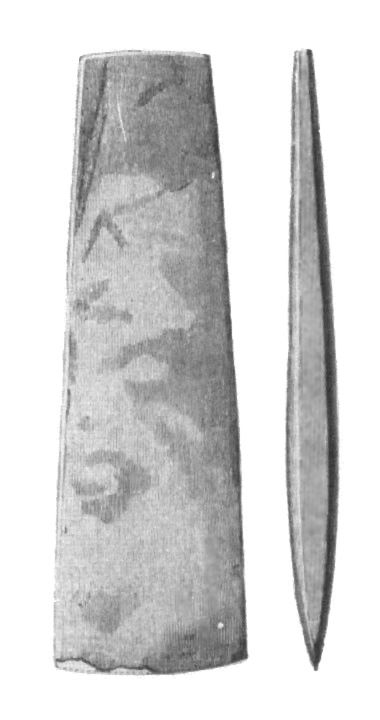
tunnackig yxa (hache de Scanie).

Néanmoins, la plupart des spécialistes aujourd'hui s'accordent pour dire qu'il y eut une immigration. La culture des vases à entonnoir fut chassée du bassin du lac Mälar vers le sud et depuis l'est par une culture de chasseurs-cueilleurs appelée culture de la céramique perforée (le débat pour déterminer si ce fut une diffusion démographique ou une diffusion culturelle imite celui de l'arrivée de la culture des vases à entonnoir). Toutefois, elle est richement représentée au Danemark et Dans le Sud de la Suède (c'est-à-dire le Bohuslän, le Västergötland et la Scanie). Le contact entre les immigrants fermiers du Sud et les populations indigènes ainsi que les immigrants ouralo-finno-ougriens de l'Est ont laissé des marqueurs génétiques qui sont clairement et typiquement ceux de la Scandinavie. 

#### Dans les régions où s'est opéré le passage vers la culture de la céramique cordée
Les analyses génétiques les plus récentes (2015) confirment les hypothèses des archéologues qui considéraient que la céramique cordée reflète une migration de populations importantes venues de l'Est. Ainsi, la comparaison de l'ADN de ces deux cultures a montré que les squelettes étudiés de la céramique cordée devaient les trois-quarts de leur ascendance à la culture de Yamna. 
Les nomades pasteurs de la culture de Yamna ont introduit leur culture matérielle auprès des populations locales à travers une nouvelle langue connue sous le nom de proto-indo-européen,. Néanmoins, tous les mots dans les langues européennes ne sont pas d'origine proto-indo-européenne ; il existe des mots pour désigner la flore et la faune, qui doivent avoir été incorporés dans l'indo-européen par des cultures locales. Selon une étude publiée en 2017 dans l'American Journal of Archaeology par l'archéologue Rune Iversen et le linguiste Guus Kroonen de l'Université de Copenhague, cet échange aurait eu lieu dans le sud de la Scandinavie, vers 2800 av. J.-C. : « Les vestiges archéologiques nous apprennent qu'entre 2800 et 2600 avant J.-C., deux cultures très différentes coexistaient dans le sud de la Scandinavie : la culture néolithique locale connue sous le nom de culture des gobelets à entonnoir avec ses céramiques en forme d'entonnoir et ses pratiques funéraires collectives et la culture des tombes individuelles influencée par la culture de Yamna. La culture à entonnoir a finalement été remplacée par la culture des tombes individuelles, mais la transition a pris des centaines d'années dans la partie orientale du sud de la Scandinavie, et les deux cultures ont dû s'influencer mutuellement pendant cette période ».